# Brakiri Krona
A Brakirik egy fiktív civilizáció a Babylon 5 televíziós sorozatban.

Brakiri

## Megjelenés, biológia
A brakirik külsőleg hasonlítanak az emberekhez. Magasságuk 160-200 cm közötti. Fejük az emberekéhez hasonlít, de a szemeik mélyebb gödrökben vannak, orruk vastagabb. Hajuk fekete, vastag szálú. 
Két nemük van, férfi és nő. Éjszakai életmódot folytatnak.

## Civilizáció, társadalom
A Brakiri egy fiatal civilizáció, mindössze 2000 éves. A brakirik életének a legfőbb mozgatórugója az üzlet, valamint a pénz hajszolása. A kereskedelemnek van alárendelve a hadsereg is. 
A nők sokáig alárendelt szerepet játszottak, de a Krona kormányzása óta ők is fontos pozíciókhoz juthatnak.
Kormányzó testületük az 500 tagú Krona, ami leginkább a vállalatok képviselőinek a tanácsát jelenti. Ez a szervezet felügyeli a kereskedelmet, vezeti a hadsereget, irányítja a bolygó és a kolóniák gazdaságát.. 
A brakiri ügyintézés a legfejlettebbek egyike a galaxisban. A brakirik úgy gondolják, a vezetésnek a legfőbb feladata a gyors ügyintézés megteremtése. Bürokráciájuk ezért rugalmas, az ügyeket gyorsan elintéző. 
Társadalmuk rendkívül merev. A szűk felső réteg mellett rendkívül népes a közép- és alsó osztály. Mivel a felfelé kerülés szinte reménytelen egy élet alatt, sokan a bűnözésben látják a kiutat.

## Vallás
A brakirik tisztelik a halottaikat. Félnek az üstököstől, a halál jelének tartják. A Brakiri rendszerben csak egy üstökös van, ami 200 földi évente tűnik fel. Azon a napon van a „Holtak napja”. Ilyenkor minden brakirinek vagy az anyabolygón, Brakoson kell tartózkodnia, vagy valamelyik kolónián. Ilyenkor próbálnak kapcsolatba lépni az elhunytakkal. (5. évad, 8. rész)

## Gazdaság
A Brakirik elsősorban kereskedelemmel foglalkoznak. Nem csak a saját áruikat szállítják, hanem más fajoknak is végeznek bérfuvarozást. 
Anyarendszerük rendkívül gazdag ásványi anyagokban. Bár más rendszerekbe még nem terjedt ki fennhatóságuk, anyarendszerük ellátja őket elegendő nyersanyaggal. Ezen nyersanyagok közül kiemelkedik a Quantium40, ami fontos az ugrókapuk gyártásához. Ennek exportja jelentős bevételt hoz a bányász- és szállítmányozási vállalatoknak. 
A brakirik ezenkívül rendkívül fejlettek a hardverek és szoftverek gyártásának és tervezésének területén.
A brakiriknek csak egy nagy kolóniájuk van, a saját rendszerükben lévő, nyersanyagokban gazdag Kara bolygó, amit 90 éve kutatnak. Ezen kívül csak aszteroidákon vannak bányász kolóniáik.

## Kapcsolat más fajokkal
A brakirik először az emberekkel léptek kapcsolatba. Ezt viszont nem fizikailag kell érteni.
200 évvel ezelőtt a brakirik földi televízió és rádióadásokat kezdtek el fogni. Az ezt követő években megtanulták a földi nyelvet, átvettek többet is szokások közül, és rajongani kezdtek a földi kultúra iránt. Annyira megszokták ezeket az adásokat, hogy a külső hasonlóság miatt egyszerűen az unokatestvéreiknek tekintették az embereket. És bár a brakirik nem az emberekkel léptek először fizikai kapcsolatba, az ugrókapu-technológia megismerése után azonnal megkeresték „unokatestvéreiket”, és számtalan egyezményt kötöttek a meglepett emberekkel. 
A brakirik hamarosan nagy hasznát vették erősebb „unokatestvéreiknek”. 2230-ban a brakiri területeket is támadni kezdték a Dilgarok. Ekkorra a brakirik más fajokat is megismertek, és ezekkel a fajokkal együtt megalapították az El nem kötelezett világok ligáját. Ám technikai hátrányuk a teljes megsemmisülés rémével fenyegette a liga világait, amikor a Föld belépett a háborúba, fejlett hajóival elpusztítva a dilgar flottát. 
Ugyanakkor sem a rajongás, sem a hála nem volt elég ahhoz, hogy a brakirik komoly segítséget nyújtsanak a földnek a Minbarikkal vívott háborúban.
A brakirik a földön kívül még a Centauriakkal vannak jó kapcsolataik, tőlük szerezték az ugrókapu technikát és a fegyvereik jelentős részét.

## Flotta
A brakirik 150 éve ismerik az űrutazást, ami egy 2000 éves civilizációhoz képest elismerésre méltó, ám a fejlett fajokéhoz képest rövid idő (a kentauri és minbari több ezer, a drazi és földi 300 évéhez képest) Ugyanakkor a nyersanyagbőség hatalmas, ugróképes főhajókat tesz számukra elérhetővé, amivel pl. a drazik nem büszkélkedhetnek.

### Avioki cirkáló
Ez a hajó rendkívül fejlettnek látszik a kialakítása miatt. Sok dologban valóban fejlett, csak éppen hadihajóként nem a legjobb.
A brakiriknél a hadiflotta is alá van rendelve a kereskedelemnek, és ez jól látszik ezen a hajón.
Amikor a hajót a 2230-as évek végén tervezni kezdték a fő szempontok azok voltak, hogy
1:- a külső fejlettséget sugározzon a többi faj felé
2: -legyen alkalmas áru és utasszállításra, ráadásul ez utóbbi a lehető legkényelmesebben történjen, jó reklámot csinálva ezzel.
3:- legyen olcsón gyártható és szervizelhető.
A hajót ezért nagy raktérrel szerelték fel, valamint a hátsó, függőleges rész lett az utastér. Az életfenntartó rendszerek valóban fejlettek, a kommunikáció (történjen az hajón belül vagy egy másik hajóval v. bolygóval) szintén. Ezenkívül sok helyet hagytak az utasok komfortjának javítására. 
Emiatt a hajó azonban inkább fegyveres transzport lett mintsem hadihajó, direkt hadicélokra nem igazán a legjobb. Még a földi Hyperion cirkáló is erősebb, bár nem sokkal. A nagy helyek miatt már a generátor is kisebb lett az elvártnál, a páncél pedig a hajó méretéhez képest igen vékony. A támadó fegyverzete impozáns, hiszen 4 részecskesugárról van szó, amik a földiekhez hasonló tűzerejűek, de a generátor gyengesége miatt a fegyverek csak rövid ideig képesek tüzelni, majd fel kell őket tölteni. És bár a feltöltési idő nem hosszú, a csatában minden másodpercnek ára van. Vadászok ellen viszont kielégítő védelme van a törzsre helyezett pulzuságyúknak köszönhetően. Emiatt a hagyományos kalózok számára a hajó túl nagy falat, így az utasokat ilyen veszély nem fenyegeti. Emiatt más fajok is szívesen veszik igénybe tranzitkereskedelemnél.
Az utasok úgy gondolhatják, a hajó alkalmaz mesterséges gravitációt. A brakirik viszont ezt a technológiát nem ismerik.
A titok azonban egy egyszerű és észszerű megoldás: a függőleges kiképzés. A hajó ugyanis gyorsulással teremt gravitációt, az utasok és a legénység pedig fejjel előre állnak a hajóban. Emiatt a hajó utasszállításkor állandóan mozog. Mivel az űrben a fel-le fogalom relatív, az utasoknak nem tűnik fel a derékszögben utazás.
A hajónak van saját ugrógépe, hangárában pedig elfér 6 vadász.

### Tashkat fregatt
Az avioki gyengeségeit a brakirik hamar felismerték, így egy direkt hadihajó tervezésébe kezdtek. 
A tashkat már ránézésre is ellenállóbb, hiszen az avioki a függőleges kialakítás miatt oldalról sebezhető a nagy felület miatt. 
A hajónak sem utas, sem áruszállító képessége nincs. Ez nagyobb generátort és vastagabb páncélt tesz lehetővé. Rendelkezik ugrógéppel, hajtóműve az aviokiénál erősebb, így a hajó gyorsabb is. 
A hajó belső szintezése ugyanakkor az aviokiéhoz hasonló, tehát mozgás esetén itt is van gravitáció, a legénység fejjel előre utazik, de több időt töltenek 0G-n, mivel a hajó gyakran áll amikor állomást v. kolóniát őriz.
Bár alig nagyobb a drazi Napsólyomnál, annál erősebb, inkább a földi Hyperionnal vagy a Narn hajókkal van egy súlycsoportban.. A generátor és az ugrómotor, valamint a fő rendszerek elöl, a téglalap kiképzésű törzsben vannak, a legénység jórészt a hátsó, függőleges részben tartózkodik. 
Fegyverei:
- 2 nehéz részecskesugár a szárnyakon (támadó fegyverzet)
- szárnyanként 2-2 gyors tüzelésű plazmaágyú
- 1 gyorstüzelő plazmaágyú az orrban, a hajó „hasán”(ez utóbbiak a védelem a vadászok és rakéták ellen).
A sorozatban nem szerepel, csak a The Babylon project nevű űrszimulátorban.

### Falkosi vadász
A dilgarok fejlett vadászgépei és azok ereje a brakirikat arra ösztönözte, hogy ezt a fegyvernemet is rendszeresítsék. A tervezőknek a minbari vadászok voltak az origó, mivel csak azok rendelkeztek sugárfegyverrel, a többi faj pulzuságyúkat használ vadászain.
Ez az elképzelés az univerzum legkisebb harci részecskesugarát használó vadászgépet alkotta meg. Ugyanaz a sugár, ami a nagy hajóikon is van, de kisebb, mivel egy vadászon nincs annyi energia. Előnye, hogy a pilótának nem kell céloznia, hiszen a lövés és a becsapódás között nincs időkülönbség, tehát nem a hajó elé, hanem pont rá kel célozni, így az ellenség kitérni sem tud. 
Mivel a fegyver még így is nagy az energiaforráshoz képest, ezért a gép másodlagos fegyverzetnek egy rakéta-sorozatvetőt kapott. Ez egy 5 darab 6 vetőcsöves sorozat a pilótafülke fölött. A pilóta csak 6-os sorozatot tud lőni, addig, amíg az ötödik sort is ki nem lőtte(összesen 30 könnyű rakéta). 
A hajó fő gyengesége a vékony törzs, találat esetén lényegében kettétörik. Ugyanakkor a szárnyat ért lövés esetén a gép nem szenved komoly sérülést. Alkalmas atmoszférán belüli repülésre.
A sorozatban nem szerepel, csak a The Babylon Project nevű űrszimulátorban.

### Halik transzport
Ez a hajó már a dilgar háború idején is szolgálatban volt. Csak rendszeren belüli, vagy hajó-hajó közötti szállításra használják. A háborúban vadászelhárítóként használták, ezért 3 gyorstüzelésű pulzuságyúval van felszerelve. Alkalmas atmoszférián belüli repülésre.
A sorozatban nem szerepel, csak a The Babylon project nevű űrszimulátorban.

## Szerepük a sorozatban
2260-ban az Árnyak szomszédjaik megtámadására akarták rávenni a brakiriket, de miután azok vonakodtak ezt megtenni, az árnyak egyszerűen lerohanták őket. A többi faj nem segített nekik, végül egy Vorlon flotta beavatkozása szüntette meg az árny támadást. Ezt követően az árnyháború valamennyi csatájában részt vettek. Ők egyike voltak azon kevés fajoknak, akik a Z’ha’dum (az árny anyabolygó) megtámadásának terve mellett is kitartottak, míg más fajok ettől féltek. 2262-ben, mivel más fajoknak is végeztek szállítást, nagy veszteséget szenvedtek a kentauriak rajtaütéseik miatt. A háborúban a narnok és drazik mellett ők viselték a legtöbb terhet. Részt vettek a földnek a védelmében, amikor azt a drakhok megtámadták.(Call to arms film)